# Burg Grodno (Belarus)
Die Burg Grodno ist eine aus dem 15. Jahrhundert stammende Burg auf dem Gebiet von Belarus in der Stadt Hrodna. Mit ihren gotischen, Renaissance- und Barockelementen ist sie ein Beispiel der Architektur aus der Zeit der polnisch-litauischen Herrschaft.
Die Burg wurde ab 1419 im gotischen Stil anstelle eines älteren hölzernen Detinez aus der Zeit des Fürstentums Goroden errichtet. Das Alte Schloss war eine polnische Königsburg. Auf der Burg starben Kasimir IV. Andreas, Stephan Báthory und der Heilige Kasimir. Später tagte hier der polnische Sejm. Die Burg wurde bis ins 18. Jahrhundert genutzt, als August III. 1737–1742 das Neue Schloss errichten ließ. Ab 1845 ließ der russische Zar die Alte Burg als Kaserne nutzen. Nach 1919 kam Grodno wieder an Polen, das mit dem Friedensvertrag von Versailles seine Unabhängigkeit zurückerlangt hatte, und die Burg wurde als Museum genutzt. Im 21. Jahrhundert wurde das Schloss in der Form, die es im 16. Jahrhundert hatte, umgebaut.